# Joseph Kürschner
Joseph Kürschner, né le 20 septembre 1853 à Gotha (duché de Saxe-Cobourg et Gotha) et mort le 29 juillet 1902, près de Windisch-Matrei (Autriche, alors en Autriche-Hongrie), est un écrivain, éditeur et lexicographe allemand, connu notamment pour l'édition critique de classiques de la littérature allemande.

## Biographie
Joseph Kürschner et mort lors d'un voyage à Huben.

## Publications
- Quartlexikon, Stuttgart, 1888
- Universal-Konversations-Lexikon, Berlin, Eisenach, Leipzig, vers 1895
- Deutscher Reichstag. Biographisch-statistisches Handbuch, Berlin ; Leipzig
- Handbuch der Presse. Für Schriftsteller, Redaktionen, Verleger, überhaupt für alle, die mit der Presse in Beziehung stehen, Berlin, 1902